# 阿林娜·奥尔洛娃
阿林娜·奥尔洛娃（1988年6月28日—），立陶宛歌手，出生于維薩吉納斯。

## 專輯列表
- 2008年: Laukinis šuo dingo
- 2010年: Mutabor
- 2015年: 88
- 2018年: Daybreak
- 2022年: Laumžirgiai

## 外部連結
- Alina Orlova的MySpace主頁
- www.alinaorlovamusic.com